# A-Kartei
Die A-Kartei war eine Datenkartei von Personen, die von der Gestapo unter Beobachtung genommen wurden. Die Herkunft des Namens ist unklar, es wird jedoch eine Abkürzung von „Aufsicht“ vermutet.
Diese Personen galten der NSDAP als Gegner des NS-Regimes. Reinhard Heydrich soll diese Datei schon in seiner Münchner Dienstzeit aufgebaut haben. Die Kartei wurde im RSHA im Amt 4 verwaltet.
Eine Woche vor dem Überfall auf Polen verlangte der Chef des Oberkommandos der Wehrmacht Wilhelm Keitel die im „Mobilmachungsbuch für die Zivilverwaltungen“ unter der Chiffre 1112 vorgesehene Verhaftung aller in der Gruppe A1 und A2 erfassten Personen der A.-Kartei. Diese Personen waren spionage- und hochverratsverdächtig eingestuft, sie sollten unter einem Vorwand zur Staatspolizeistelle beordert und vorläufig festgenommen werden. Gemäß Anweisung vom Chef der Sicherheitspolizei Reinhard Heydrich an alle Dienststellen der Sicherheitspolizei wurden am 1. September 1939 die in der Gruppe A1 Erfassten ab 7 Uhr verhaftet. Nach Überprüfung wurde entschieden, ob sie freigelassen oder in ein Konzentrationslager eingeliefert werden. Die viel größere Anzahl der in A2 Erfassten wurden letztlich aufgrund kriegswirtschaftlicher Erwägungen nicht verhaftet.
Über 1000 Personen, mehrheitlich Kommunisten, kamen in die KZ Buchenwald, Sachsenhausen und Ravensbrück, ca. 600 Tschechen aus dem „Protektorat Böhmen und Mähren“, wurden in das KZ Dachau und Ravensbrück überstellt.
Betroffen waren:
- die A-Kartei-Häftlinge der Staatspolizei(leit)stellen Königsberg, Allenstein, Elbing und Tilsit sind dem zu errichtenden Konzentrationslager in Ostpreußen zuzuführen

- die A-Kartei-Häftlinge der Polizei(leit)stellen Augsburg, Breslau, Chemnitz, Darmstadt, Dresden, Erfurt, Frankfurt am Main, Graz, Halle (Saale), Hildesheim, Innsbruck, Karlsruhe, Klagenfurt, Leipzig, Liegnitz, Linz, Magdeburg, München, Neustadt an der Weinstraße, Nürnberg, Oppeln, Regensburg, Saarbrücken, Salzburg, Stuttgart, Trier, Weimar, Wien, Würzburg und Zwickau sind dem Konzentrationslager Buchenwald zuzuführen.

- die A-Kartei-Häftlinge der Staatspolizei(leit)stellen Aachen, Berlin, Bielefeld, Braunschweig, Bremen, Dessau, Dortmund, Düsseldorf, Frankfurt (Oder), Hamburg, Hannover, Kassel, Kiel, Koblenz, Köln, Köslin, Lüneburg, Osnabrück, Potsdam, Schneidemühl, Schwerin, Stettin, Wesermünde und Wilhelmshaven sind dem Konzentrationslager Sachsenhausen zuzuführen.